# Membrillar
Membrillar es una localidad y también una pedanía del municipio de Saldaña situada en la comarca de Vega-Valdavia de la provincia de Palencia, comunidad autónoma de Castilla y León, España. A 7 km de Saldaña.
La alcaldesa pedánea es Felisa Campo Tejedor, de Unidad Regionalista de Castilla y León (URCL)

## Historia
En 1569, Juan Alonso de Bedoya, vecino de Potes, pleiteó con el concejo, la justicia y los pecheros de Potes y Membrillar (Palencia). En 1733, Francisco de Oblanca, vecino de Membrillar, pleiteó por hidalguía. 
Durante la guerra civil española 1936-1939, existió un campo de aviación del bando sublevado en las cercanías de la localidad.
Membrillar fue municipio independiente hasta 1974. Ese año se decretó su anexión al municipio de Saldaña.

## Geografía humana

### Demografía
| Gráfica de evolución demográfica de Membrillar entre 1842 y 1970 |
| |
| Población de derecho según los censos de población del INE Población de hecho según los censos de población del INEEn este censo se denominaba Membrillas: 1842 Entre el censo de 1857 y el anterior, crece el término del municipio porque incorpora a 345091 (Relea), 345147 (Villalafuente) y 345168 (Villasur) Entre el censo de 1981 y el anterior, este municipio desaparece porque se integra en el municipio 34157 (Saldaña) |

Evolución de la población en el siglo XXI
| Gráfica de evolución demográfica de Membrillar entre 2000 y 2020   |
|                                                                    |
| Población de derecho (2000-2020) según el padrón municipal del INE |

## Cultura popular
Hay un refrán popular del pueblo, debido a su escaso número de habitantes y viviendas: "Membrillar, cuatro casas y un pajar, el pajar se lo llevó el río, y Membrillar se quedó vacío".

## Monumentos
- Iglesia de Nuestra Señora de la Asunción: Obra de mampostería de cantos y ladrillo, tiene una esbelta torre de ladrillo a los pies y portada precedida de pórtico en el lado de la Epístola. Consta de una nave dividida en tres tramos cubiertos con bóvedas de arista y cúpula en el Presbiterio.
- Casa solariega de los Noriega: Construida entre el siglo XVI y XVII dispone del escudo de la familia Noriega, datado en 1711. Esta familia disponía de una capilla con capellán propio en la iglesia de Nuestra Señora de la Asunción, situada inmediatamente a la citada casa solariega.